# Malligwad, Hubli
Malligwad là một làng thuộc tehsil Hubli, huyện Dharwad, bang Karnataka, Ấn Độ.